# Doki-Doki
Doki-Doki est une collection manga créée en avril 2006 par la maison d'édition de bande dessinée Bamboo Édition.
Doki-Doki est l'onomatopée utilisée en japonais pour exprimer le cœur qui s’emballe, terme qui correspond aux coups de cœur publiés par l'éditeur.

## Historique
Bamboo Édition crée la collection Doki-Doki en 2006, qui est confiée à la direction d'Arnaud Plumeri, chez Bamboo depuis 2003, et Sylvain Chollet.
En 2016, Sylvain Chollet quitte Doki-Doki, laissant Arnaud Plumeri seul à la direction.
Au fil des années, la ligne éditioriale de la collection s'est orientée d'une part vers le fantastique, la fantasy, la science-fiction, l'action, mais aussi la comédie. Doki-Doki est également l'un des premiers éditeurs français de manga à publier des mangas culinaires. Le directeur éditorial Arnaud Plumeri indique choisir des séries dans des genres et sur des thématiques qu'il apprécie lui-même.
Doki-Doki mettra quelques années avant de devenir rentable, notamment grâce à des séries à succès comme Sun-Ken Rock de Boichi et The Rising of the Shield Hero d'Aneko Yusagi.

## Séries notables
- Sun-Ken Rock, de Boichi ;
- The Rising of the Shield Hero, d'Aneko Yusagi ;
- Classroom for Heroes, écrite par Shin Araki et illustrée par Haruyuki Morisawa ;
- Ken'en écrit par Fūetsu Dō et dessiné par Hitoshi Ichimura ;
- Mushoku Tensei, de Rifujin na Magonote ;
- Dédale, de Takamichi ;
- The Eminence in shadow, écrite par Daisuke Aizawa et illustrée par Tōzai ;
- Félin pour l'autre !, de Wataru Nadatani.

## Récompenses
- Prix du meilleur shonen pour C [si :] d'Osada Yuko, lors de Japan Expo 2007.
- Prix du meilleur shojo pour Otaku girls de Konjoh Natsumi, lors de Japan Expo 2010.
- Prix Mangawa du meilleur shonen 2014 pour Dictorial Grimoire de Kano Ayumi.
- Prix du meilleur scénario pour Dédale de Takamichi, lors de Japan Expo 2017.
- Prix des lecteurs Les Mordus du Manga pour Dédale de Takamichi, en 2017-2018
- Prix Sayonne'ra du meilleur shonen 2018 pour Les 7 princes et le labyrinthe millénaire d'Atori Haruno.
- Prix Sayonne'ra du meilleur shojo 2021 pour Second Summer, never see you again de Minamoto Motomi.
- Prix Sayonne'ra du meilleur kodomo 2022 pour The Cave King de Demise Takao.
- Prix Sayonne'ra du meilleur shonen 2022 pour Je suis un assassin (et je surpasse le héros) d'Aigamo Hiroyuki.

## Mangas édités
|  | Manga / Manhua / Manhwa dont la commercialisation a été arrêtée. |

Dernière mise à jour : mai 2023.